# 赛德普尔乌帕齐拉
赛德普尔乌帕齐拉 (英语:Saidpur Upazila) 是孟加拉国朗布尔专区尼爾帕馬里縣的乌帕齐拉。
根据1991年的孟加拉国人口普查，赛德普尔的总人口数为199422人，其中男性人口占总人口的52.19% 女性占47.81%，18岁以上的人口有98745人。
奇尼清真寺位于该地。